# Massacre de Mandor
Le massacre de Mandor est un événement qui s'est déroulé en 1943 et 1944 de la Seconde Guerre mondiale qui s'est déroulé dans l'actuelle province indonésienne de Kalimantan occidental pendant l'occupation japonaise des Indes néerlandaises. Les victimes provenaient de divers groupes ethniques, y compris, l'élite malaise de la province, dont le sultan de Pontianak Sjarif Muhammad Alkadrie et le sultan de Sambas Muhammad Ibrahim Sjafiuddin. Le vice-amiral Tadashige Daigo est condamné à mort en 1947 pour ce massacre.

## Le monument du "Juang Mandor"
Lorsque les Alliés débarquent à Kalimantan en 1945, ils rassemblent les restes des victimes qui étaient dispersés dans la forêt et les enterrent dans des fosses communes couvertes par des abris ouverts en bois. 
Le lieu est clôturé et simplement indiqué par un panneau portant la mention "Lieu du massacre" en indonésien.
En 1975, le gouvernement du président Soeharto érige un mémorial plus grand, visible depuis la route. Un sculpteur de Bandung est chargé de réaliser un bas-relief illustrant les atrocités. L'inscription n'indique plus que la mention "Fosse commune", sans préciser les causes. J. F. Caloh, de l'université privée Panca Bhakti de Pontianak, la capitale provinciale, est convaincu qu'un groupe de touristes japonais a vu le panneau et a protesté auprès des autorités, et que c'est le gouverneur qui a ordonné la modification.